# Заселье (Николаевская область)
Заселье (укр. Засілля) — посёлок в Витовском районе Николаевской области Украины.
Основано в 1932 году. Население по переписи 2001 года составляло 857 человек. Почтовый индекс — 57233. Телефонный код — 512. Занимает площадь 1,18 км².

## Местный совет
57232, Николаевская обл., Витовский р-н, пгт Первомайское, ул. Юбилейная, 9, тел.: 283-1-59